# Siem de Waal
Siem de Waal (Texel, Països Baixos, 1914 – Pretòria, Sud-àfrica, 1986) va ser un paleta i periodista neerlandès, afeccionat a viatjar en bicicleta.
A una edat primerenca, de Waal es va interessar per l'esperanto, l'anomenada «llengua internacional», creada a finals del segle xix per l'oftalmòleg polonès L. L. Zamenhof. El jove de Waal va assumir que aquest idioma seria fàcil d'aprendre per a tothom i que així els pobles del món serien capaços de comunicar-se en igualtat de condicions amb un llenguatge comú i políticament neutral, afavorint la pau mundial.
Amb aquests ideals, a principis de la dècada de 1930, de Waal va viatjar per Europa i Àfrica en bicicleta, demostrant amb la seva pròpia experiència que l'esperanto podria ser útil per les relacions internacionals. El Texelse Courant, un diari local de l'illa de Texel, va publicar els informes especials d'aquest viatge que de Waal escrivia i enviava regularment, una crònica de les seves impressions sobre els paisatges, els pobles, les gents i la cultura dels països que visitava i sobre les relacions que va establir amb els esperantistes de diferents llocs.
Siem de Waal va ser el paleta encarregat d'aixecar, a la Kogerstraat de Den Burg, a Texel, un monument dedicat a l'esperanto. El monument va ser inaugurat, l'any 1935, durant una gran festa, en presència d'esperantistes d'arreu i també de diverses autoritats. Els fons per a la construcció del monument van ser recaptats pels germans Johan i Gijs Duinker. Johan Duinker era redactor en cap del Texelse Courant, i en aquest diari s'anunciaven les activitats del moviment esperantista local. Val a dir, que l'illa de Texel va ocupar un lloc rellevant en la història de l'esperanto als Països Baixos. El monument, però, va ser enderrocat pels nazis l'any 1941. Afortunadament, es van poder assegurar algunes parts, com ara, el perfil de pedra de Zamenhof i l'any 1950 es va reconstruir.

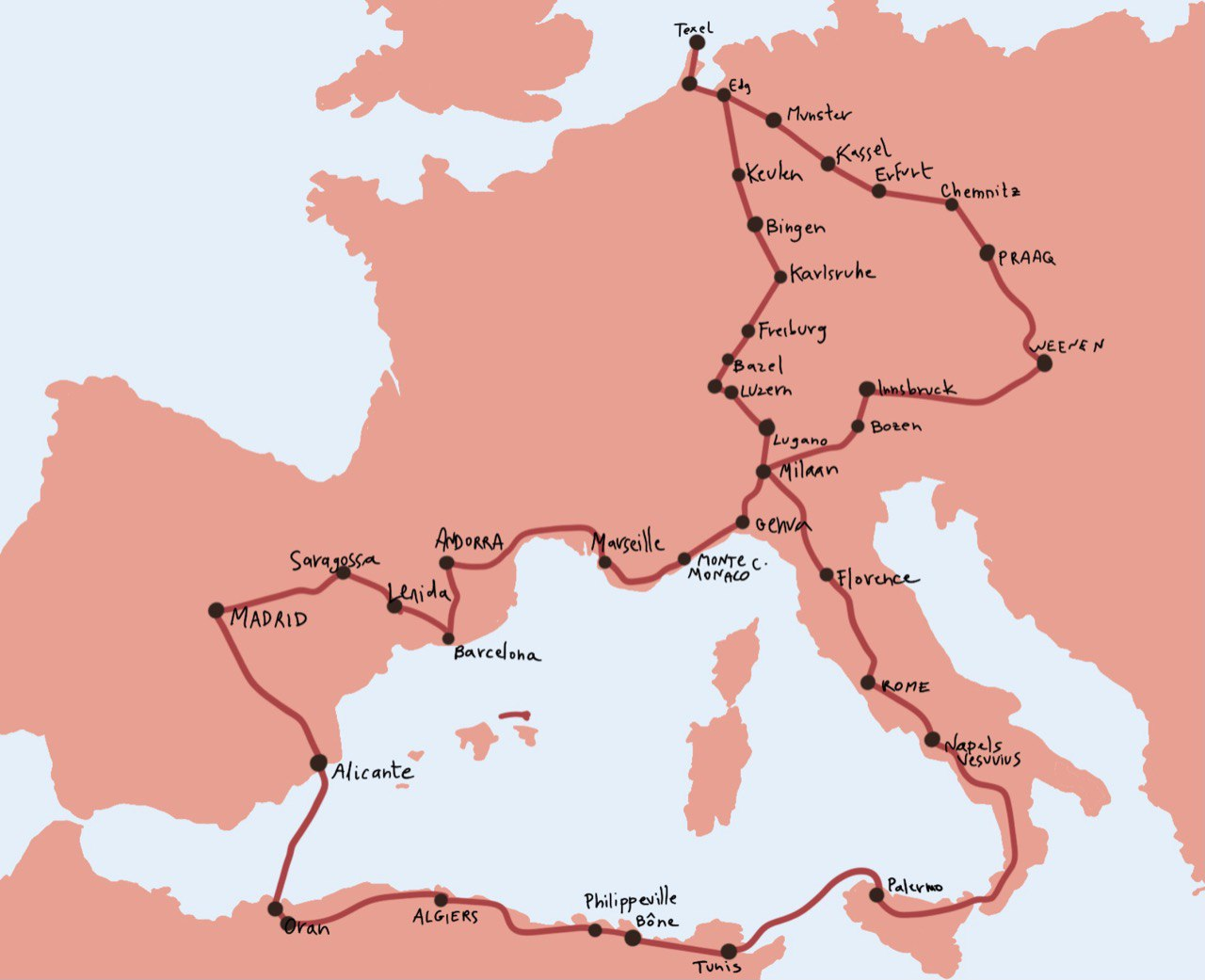
Ruta en bicicleta de 1935

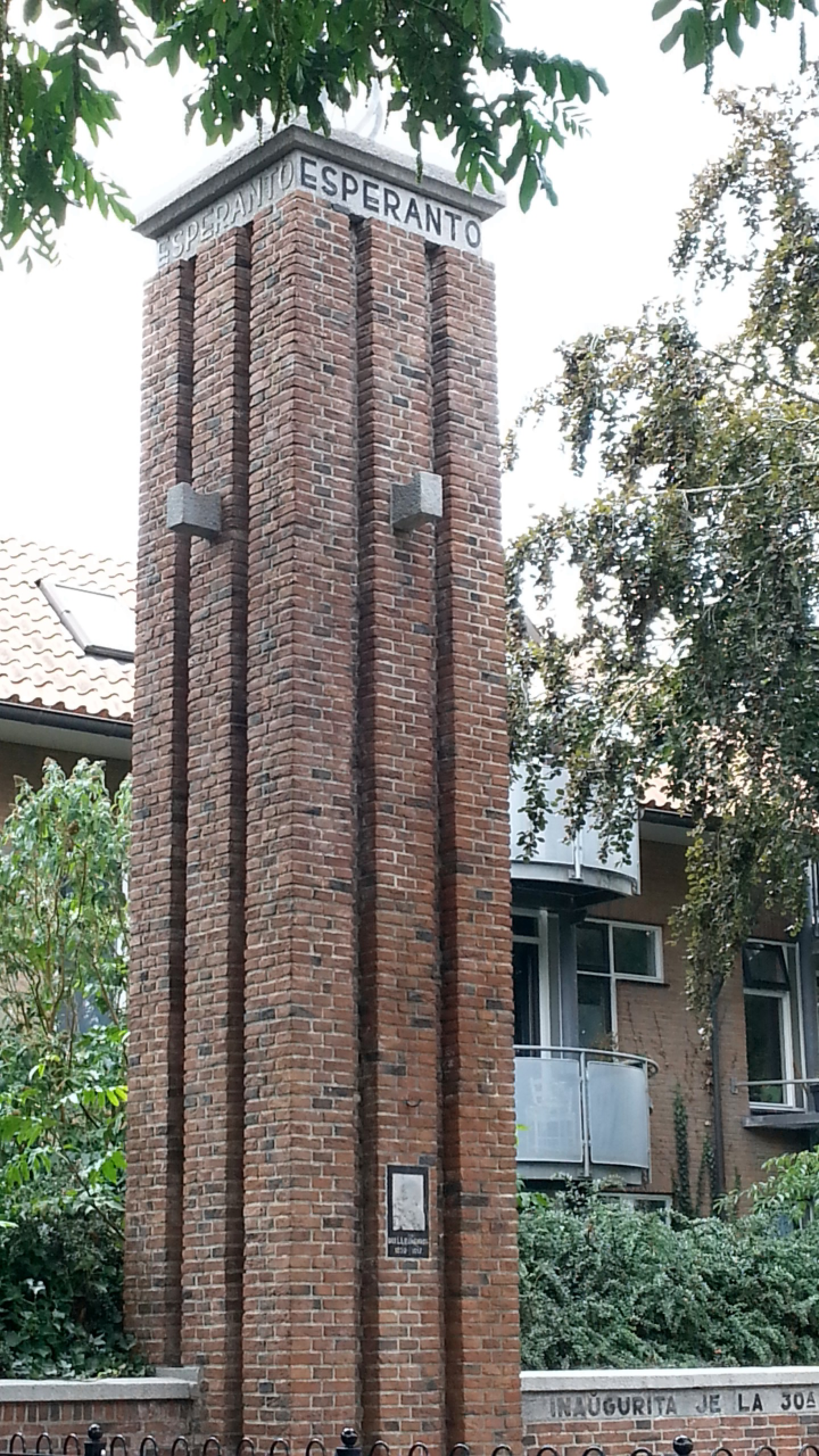
Monument esperantista a Den Burg, a l'illa de Texel, Països Baixos, construït per Siem de Waal

De Waal va començar a fer llargs recorreguts en bicicleta l'any 1933, a l'edat de 19 anys, quan va anar pedalant fins a Colònia per tal d'assistir al Congrés Mundial d'Esperanto. L'any següent, el 1934, va anar, també amb bicicleta, a la mateixa convenció esperantista, aquesta vegada celebrada a Estocolm. Finalment, el 21 de juliol de 1935 va iniciar una gran gira per Europa i el nord d'Àfrica, amb una bicicleta patrocinada per l'empresa «Union» i amb pneumàtics subministrats per la fàbrica de pneumàtics «Radium». Va sortir de Texel i va visitar Alemanya, Suïssa, Itàlia (on tenia lloc el congrés esperantista mundial d'aquell any), Tunísia, Algèria, Espanya, Andorra, França i Mònaco i, a la tornada, el nord d'Itàlia, Àustria, Hongria, Txecoslovàquia i Alemanya (per segona vegada). El 27 d'octubre, després de recórrer 11.000 quilòmetres, va arribar de nou a Texel, el lloc d'on havia sortit. Durant el viatge, de Waal va conèixer molts esperantistes, els quals li van oferir refugi i conversa. Sovint, als pobles o ciutats que visitava, donava conferències per a les associacions locals d'esperanto, que de vegades també l'ajudaven amb els diners, l'hostalatge o el menjar. Siem de Waal va voler viatjar tot sol, tot i així, una part del trajecte la va fer acompanyat d'un amic esperantista, el vienés Max Frey.
A Texel els informes publicats al Texelse Courant eren seguits amb molt interès i, quan va tornar a casa, una gran gentada, malgrat la pluja que queia aquell dia, el va anar a rebre al port d'Oudeschild i a la carretera de Den Burg per a donar-li la benvinguda. Les seves experiències es van recollir en un llibret titulat Met een Texelaar per fiets naar Noord-Afrika. Poc després, de Waal va emigrar a Sud-àfrica. A la Segona Guerra Mundial va participar en la Prinses Irene Brigade, a Gran Bretanya. A l'acabar va tornar a Sud-àfrica, on va viure la resta de la seva vida, com a promotor immobiliari i entusiasta esperantista.